# Pycreus heterochrous
Pycreus heterochrous är en halvgräsart som beskrevs av Ernest Nelmes. Pycreus heterochrous ingår i släktet Pycreus och familjen halvgräs.
Artens utbredningsområde är Zambia. Inga underarter finns listade i Catalogue of Life.